# Molyhos hőscincér
A molyhos hőscincér (Cerambyx welensii) a cincérfélék családjába tartozó, a mediterrán térségben honos, tölgyfákon élő bogárfaj. 

## Megjelenése
A molyhos hőscincér testhossza 25-65 mm. Testalkata feltűnően nagy, csápjai és lábai vaskosak, erőteljesek; szárnyfedője megnyúlt, az oldalvonalai csak kissé keskenyednek lefelé, kevésbé, mint a nagy hőscincér esetében. A hím csápjainak hossza legalább három ízzel meghaladja a testhosszát, a nőstényé valamivel túlér a szárnyfedők felén. Színe sötétbarna, testét finom, sűrű és szürkés szőrök borítják. A durván ráncolt előtor is finoman szőrözött. A szárnyfedőket finom és sűrű szőrök fedik, amelyek az utolsó harmadban a középvonalban összefutnak; a szőrözet ugyanúgy összefut a vállbütyök folytatásában is. Szárnyfedői elöl durván harántul ráncolva pontozottak, hátrafelé a skulptúra finomabb, a végén pontozott, a pontok közei pontocskázottak és fényesek. Potroha erősebben pontozott és sűrűn szőrös. Az első csápíz finoman pontozott és fényes, a hímek csápjának 3. és 4. íze erősebben duzzadt. A hátulsó lábfejen csak az első íz talpán van csupasz hosszanti sáv. 

### Hasonló fajok
A nagy hőscincérrel és a katonás hőscincérrel lehet összetéveszteni. 

## Elterjedése és életmódja
Dél-Európában (az Ibériai-félszigettől a Balkánig) és Kis-Ázsiában a Kaukázusig honos. Alapvetően mediterrán faj, Közép-Európában ritka. Magyarországon szórványosan fordul elő, többek között Simontornya, Parád, Diósjenő környékén, valamint a Mecsekben ismertek állományai.  
A meleg, száraz élőhelyeket (erdőszélek, ligetek, erdős sztyeppek)  kedveli. Lárvája a tölgyfák élő törzsében vagy vastagabb ágaiban fejlődik. Eleinte a kéreg alatt rágva készítenek széles galériákat, majd behatolnak a fába is; utolsó telelésük előtt itt bábozódnak be. Életciklusa 3 évig tart. Az imágó májustól júliusig rajzik. Alkonyatkor és éjjel aktív, a mesterséges fény vonzza. Többnyire tölgyfákon tartózkodik, nappal gyakran a lárva galériáinak bejáratában rejtőzik. 
Magyarországon védett, természetvédelmi értéke 50 000 Ft.

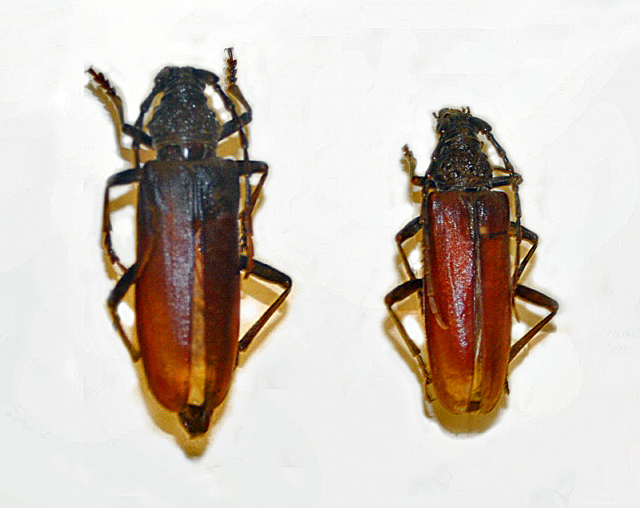
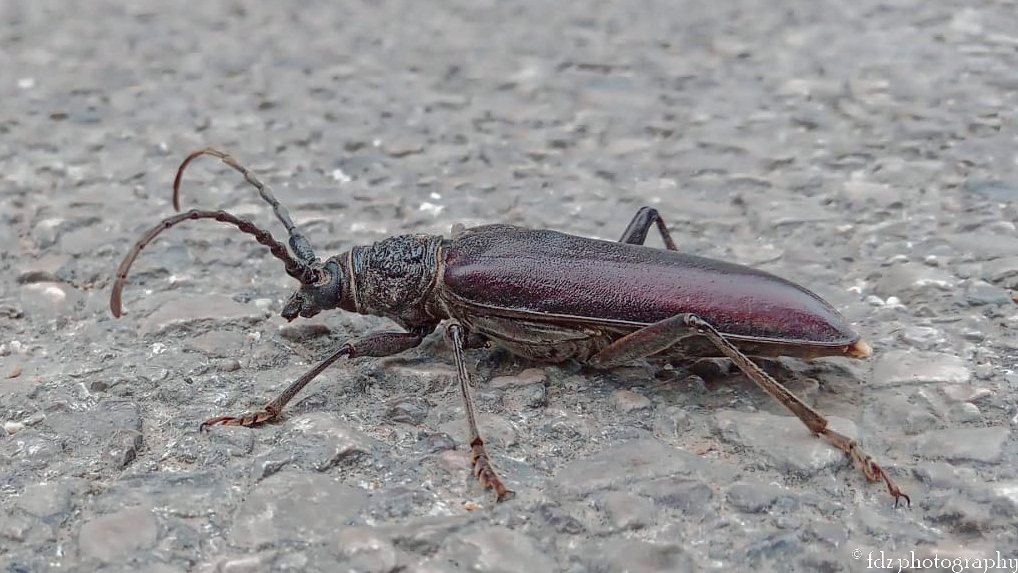
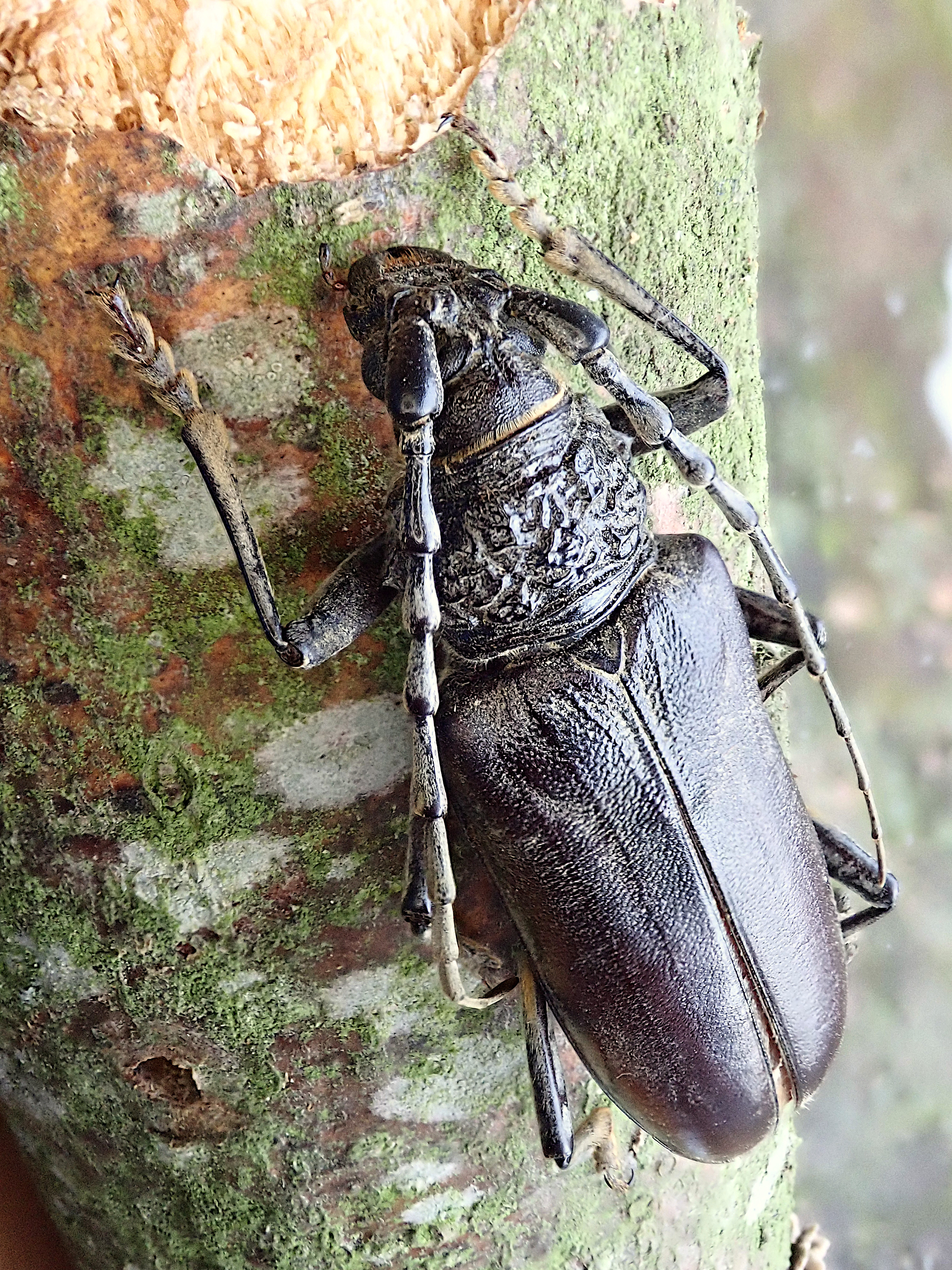
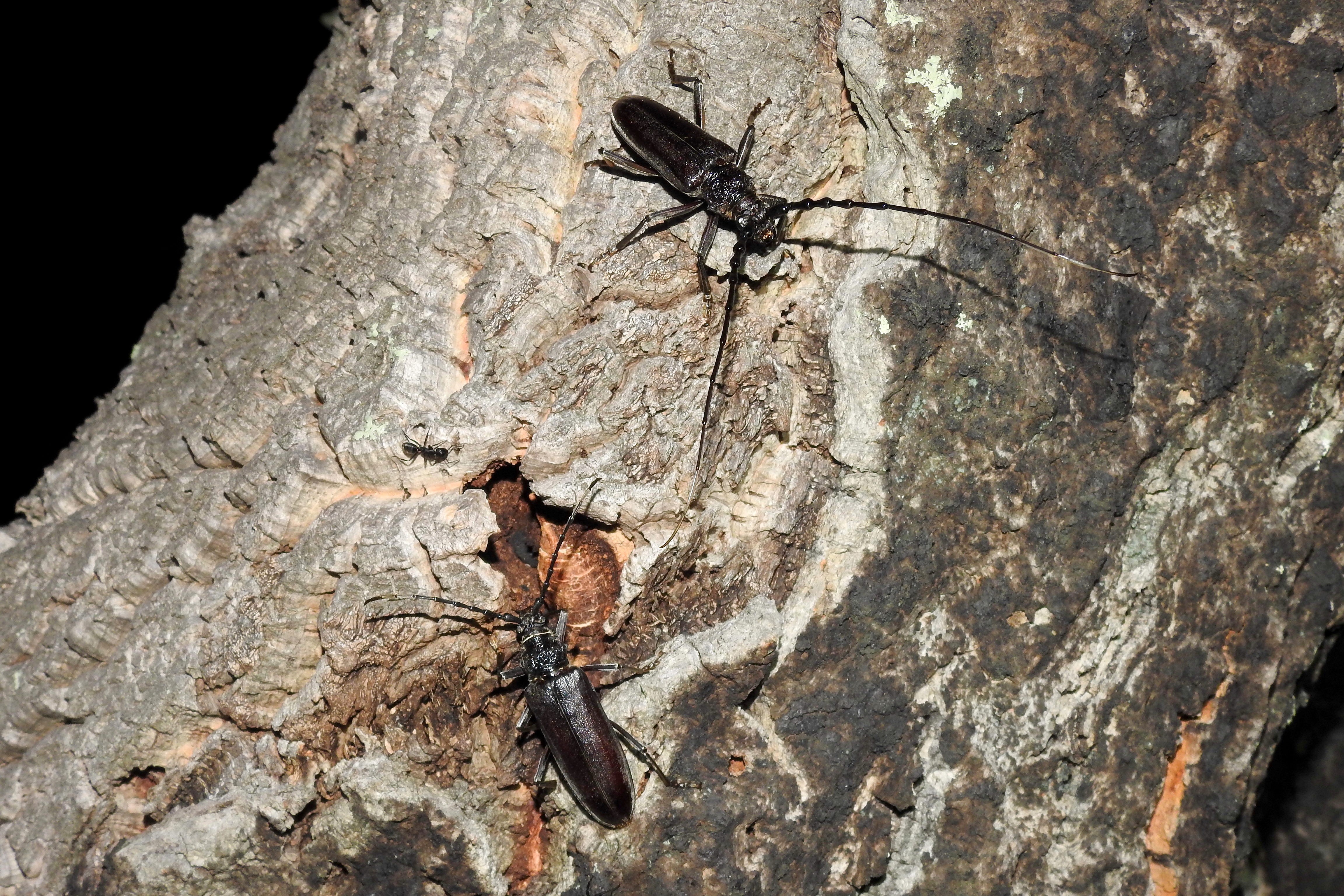
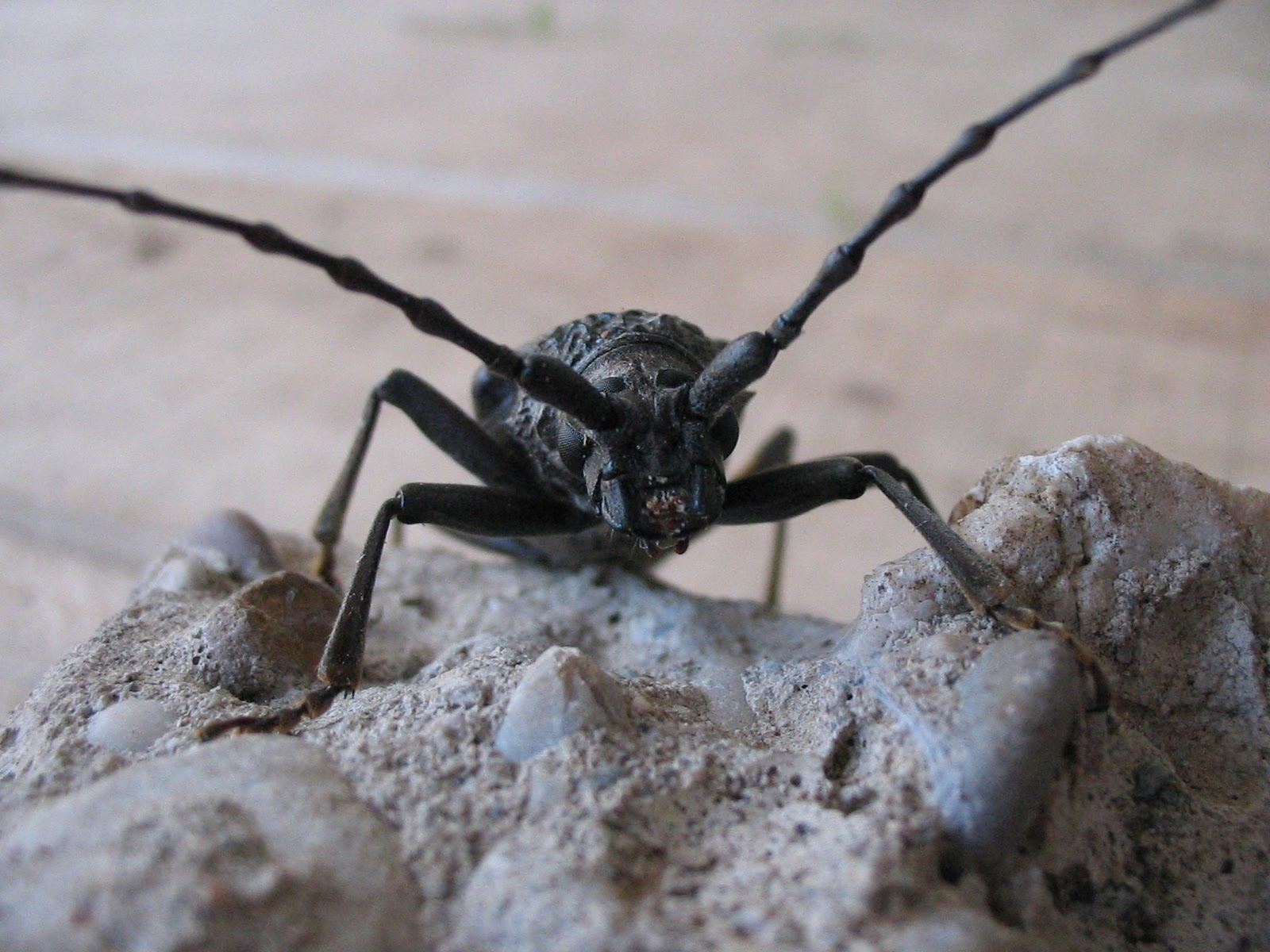